# Bridgeport (Washington)
Bridgeport ist eine City im Douglas County im US-Bundesstaat Washington, in der Nähe des Chief Joseph Dam gelegen. Sie ist Teil des Metropolitan Statistical Area Wenatchee−East Wenatchee. Zum United States Census 2020 hatte Bridgeport 2.141 Einwohner.

## Geographie

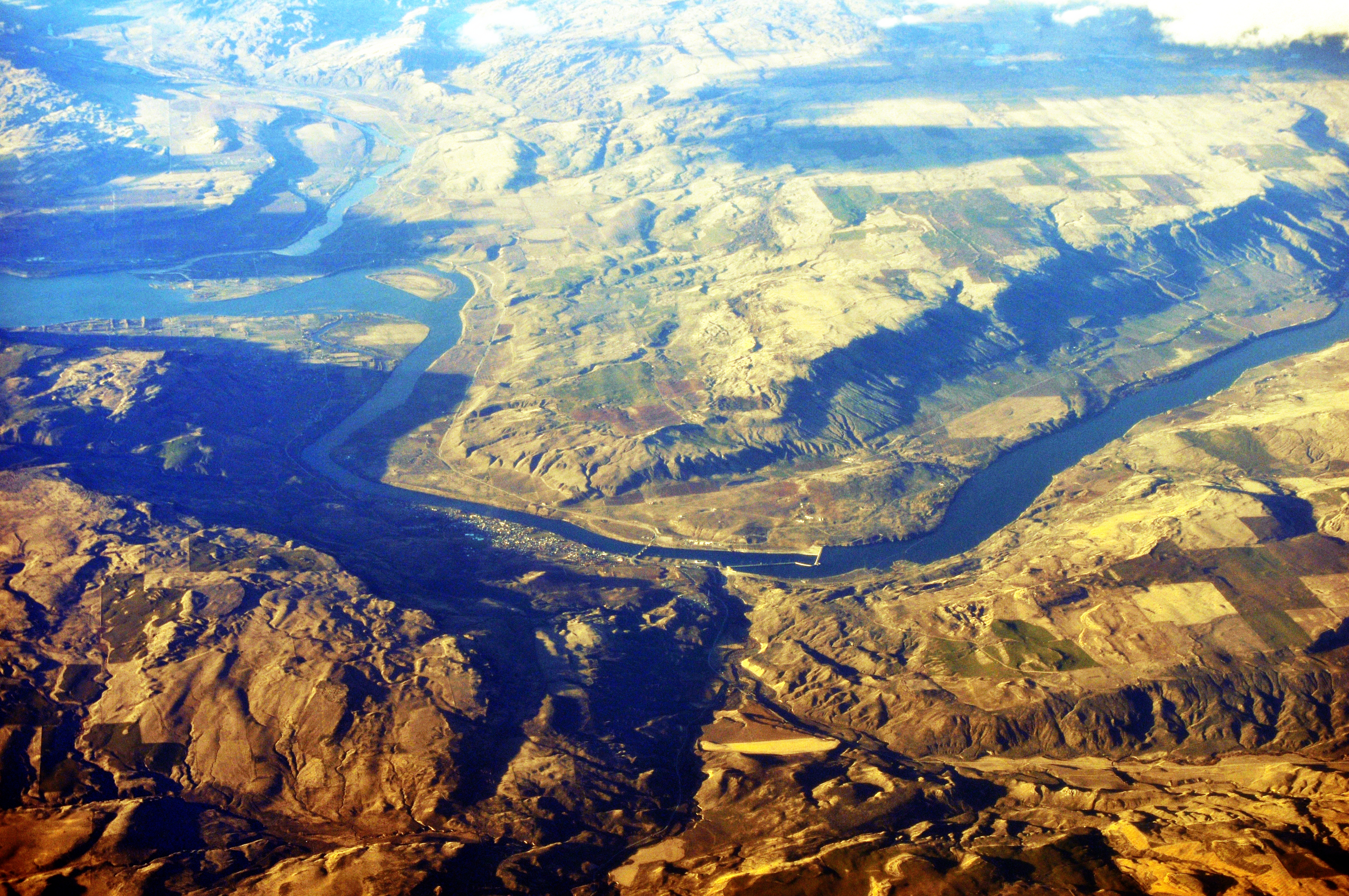
Luftbild von Bridgeport und Umgebung

Nach dem United States Census Bureau nimmt die Stadt eine Gesamtfläche von 2,72 km² ein, worunter keine Wasserflächen sind. Bridgeport liegt innerhalb der Stadtgrenzen über mehr als 1½ Meilen (2,4 km) am Ufer des Columbia River. Bridgeport erfährt gegenwärtig eine Erweiterung und Entwicklung der Grundstücke am Fluss einschließlich der Nutzung erneuerbarer Energien.
Der Chief Joseph Dam liegt etwa 2,4 km flussaufwärts von Bridgeport. Bridgeport liegt unmittelbar an der Grenze zum Okanogan County im Nord-Süd orientierten Rufus Woods Lake. Die nächsten Naherholungsmöglichkeiten der Stadt liegen im Okanogan County nördlich der Stadt.

## Geschichte
Das Gebiet des heutigen Bridgeport wurde im späten 19. Jahrhundert von Nicht-Indigenen besiedelt und ursprünglich Westfield genannt. Einige der frühesten Siedler waren chinesische Goldsucher, die die Ufer des Columbia River aufsuchten. Bauunternehmer kauften 1892 die Stadt und benannten sie in Bridgeport um, weil sie aus Bridgeport (Connecticut) stammten. Die Stadt Bridgeport wurde offiziell am 21. März 1910 als Gebietskörperschaft anerkannt. Den stärksten ökonomischen Aufschwung erfuhr die Stadt durch den Bau des massiven Foster Creek Dam, später in Chief Joseph Dam umbenannt, der gerade außerhalb der Stadtgrenzen flussaufwärts errichtet wurde.

## Demographie
| Jahr       | 1910 | 1920 | 1930 | 1940 | 1950 | 1960 | 1970 | 1980  | 1990  | 2000  | 2010  | 2020  |
| Einwohner¹ | 431  | 337  | 305  | 320  | 802  | 876  | 952  | 1.174 | 1.498 | 2.059 | 2.409 | 2.141 |
| ---------- | ---- | ---- | ---- | ---- | ---- | ---- | ---- | ----- | ----- | ----- | ----- | ----- |

¹ 1910–2020: Volkszählungsergebnisse

### Census 2000
Nach der Volkszählung von 2000 gab es in Bridgeport 2.059 Einwohner, 624 Haushalte und 497 Familien. Die Bevölkerungsdichte betrug 764,4 pro km². Es gab 762 Wohneinheiten bei einer mittleren Dichte von 282,9 pro km².
Die Bevölkerung bestand zu 60,81 % aus Weißen, zu 0,24 % aus Afroamerikanern, zu 1,94 % aus Indianern, zu 0,19 % aus Asiaten, zu 0,1 % aus Pazifik-Insulanern, zu 30,69 % aus anderen „Rassen“ und zu 6,02 % aus zwei oder mehr „Rassen“. Hispanics oder Latinos „jeglicher Rasse“ bildeten 64,79 % der Bevölkerung.
Von den 624 Haushalten beherbergten 51 % Kinder unter 18 Jahren, 61,7 % wurden von zusammen lebenden verheirateten Paaren, 13,1 % von alleinerziehenden Müttern geführt; 20,2 % waren Nicht-Familien. 17,1 % der Haushalte waren Singles und 5,9 % waren alleinstehende über 65-jährige Personen. Die durchschnittliche Haushaltsgröße betrug 3,3 und die durchschnittliche Familiengröße 3,7 Personen.
Der Median des Alters in der Stadt betrug 26 Jahre. 38 % der Einwohner waren unter 18, 10,3 % zwischen 18 und 24, 28,1 % zwischen 25 und 44, 16 % zwischen 45 und 64 und 7,6 65 Jahre oder älter. Auf 100 Frauen kamen 107,1 Männer, bei den über 18-Jährigen waren es 108,8 Männer auf 100 Frauen.
Alle Angaben zum mittleren Einkommen beziehen sich auf den Median. Das mittlere Haushaltseinkommen betrug 25.531 US$, in den Familien waren es 26.086 US$. Männer hatten ein mittleres Einkommen von 22.333 US$ gegenüber 17.788 US$ bei Frauen. Das Pro-Kopf-Einkommen betrug 10.302 US$. Etwa 28,9 % der Familien und 33,2 % der Gesamtbevölkerung lebte unterhalb der Armutsgrenze; das betraf 43,2 % der unter 18-Jährigen und 4,3 % der über 65-Jährigen.

### Census 2010
Nach der Volkszählung von 2010 gab es in Bridgeport 2.409 Einwohner, 673 Haushalte und 525 Familien. Die Bevölkerungsdichte betrug 885,8 pro km². Es gab 745 Wohneinheiten bei einer mittleren Dichte von 273,9 pro km².
Die Bevölkerung bestand zu 57,4 % aus Weißen, zu 0,5 % aus Afroamerikanern, zu 0,6 % aus Indianern, zu 0,4 % aus Asiaten, zu 38,7 % aus anderen „Rassen“ und zu 2,4 % aus zwei oder mehr „Rassen“. Hispanics oder Latinos „jeglicher Rasse“ bildeten 76,7 % der Bevölkerung.
Von den 673 Haushalten beherbergten 54,4 % Kinder unter 18 Jahren, 57,5 % wurden von zusammen lebenden verheirateten Paaren, 13,1 % von alleinerziehenden Müttern und 7,4 % von alleinstehenden Vätern geführt; 22 % waren Nicht-Familien. 15,9 % der Haushalte waren Singles und 8,2 % waren alleinstehende über 65-jährige Personen. Die durchschnittliche Haushaltsgröße betrug 3,58 und die durchschnittliche Familiengröße 4 Personen.
Der Median des Alters in der Stadt betrug 25,6 Jahre. 37,4 % der Einwohner waren unter 18, 11,7 % zwischen 18 und 24, 26 % zwischen 25 und 44, 16,7 % zwischen 45 und 64 und 8,3 65 Jahre oder älter. Von den Einwohnern waren 52,3 % Männer und 47,7 % Frauen.

### Klima
Bridgeport teilt sich mit Walla Walla den Temperaturrekord für den Juni in Washington (113 °F = 45 °C). Er wurde in beiden Städten im Juni 2015 gemessen.
|                        | Jan    | Feb    | Mär    | Apr   | Mai   | Jun   | Jul   | Aug   | Sep   | Okt    | Nov    | Dez    |   |        |
| Mittl. Temperatur (°C) | −1,81  | 1,11   | 6,36   | 10,92 | 15,42 | 19,47 | 23,39 | 23,06 | 17,78 | 10,39  | 2,50   | −2,06  | ⌀ | 10,6   |
| Mittl. Tagesmax. (°C)  | 17,78  | 17,78  | 25,56  | 33,89 | 39,44 | 45,00 | 43,33 | 43,33 | 39,44 | 32,78  | 23,89  | 15,00  | ⌀ | 31,5   |
| Mittl. Tagesmin. (°C)  | −28,33 | −28,33 | −16,67 | −8,89 | −8,33 | −2,22 | −0,56 | 1,67  | −1,67 | −12,22 | −22,78 | −28,33 | ⌀ | −13    |
|                        |        |        |        |       |       |       |       |       |       |        |        |        |   |        |
| Niederschlag (mm)      | 36,32  | 28,70  | 22,61  | 14,73 | 23,37 | 22,35 | 13,21 | 8,13  | 10,16 | 16,26  | 35,05  | 44,96  | Σ | 275,85 |

| −28,33 |

| −28,33 |

| −16,67 |

| −8,89 |

| −8,33 |

| −2,22 |

| −0,56 |

| 1,67 |

| −1,67 |

| −12,22 |

| −22,78 |

| −28,33 |

| −28,33 |

| −28,33 |

| −16,67 |

| −8,89 |

| −8,33 |

| −2,22 |

| −0,56 |

| 1,67 |

| −1,67 |

| −12,22 |

| −22,78 |

| −28,33 |